# Jorge Guzmán Montt
Jorge Guzmán Montt (Santiago de Chile; 2 de febrero de 1879 - Ibídem 4 de diciembre de 1935), fue un abogado y político chileno.

## Primeros años de vida
Hijo de José Eugenio Guzmán Irarrázaval y Rosa Montt Montt. Fue sobrino del Presidente de la República Pedro Montt Montt, y nieto de Manuel Montt. Perteneció a la emblemática familia Montt.
Hizo sus estudios primarios y de humanidades en el Colegio de los Padres Franceses y en el Colegio San Ignacio. Los terminó en el Instituto Nacional.
Cursó Leyes en la Universidad de Chile hasta obtener el título de abogado, el 31 de agosto de 1903. Su tesis versó sobre “Derecho Organizacional”.
Fue alférez de reserva en artillería naval. Se dedicó al fomento de la agricultura en su propiedad de “Ocoa”.

### Matrimonio e hijos
Se casó con Carmela Eguiguren, con quien tuvo descendencia.

### Actividades políticas
Fue miembro del Partido Nacional, seguidores del ideal de su abuelo Manuel Montt. 
En 1912 ingresa por primera vez a la vida pública, siendo elegido Diputado por Quillota y Limache por tres períodos consecutivos (1912-1921). Integró la Comisión permanente de Industria y Agricultura, la de Relaciones Exterior y Colonización y la de Asistencia Pública y Culto.

## Otras actividades
Fue director del Club Hípico de Santiago y se preocupó de defender siempre las instituciones hípicas y deportivas.
Hizo viajes de estudios por Europa, dándose a conocer la cultura del Viejo Continente, los avances agrícolas y las razas de caballares allí existentes.